# Monsieur Job
Monsieur Job es una agrupación de música Indie y electrónica colombiana conformada por Toby Holguín, Stan Kolev, Charlie Illera y Leo Jaramillo. Han gozado de buena posición en el Billboard Latin Rhythm Albums Chart y en el Billboard Top 10 de Heatseekers Albums Chart

## Reseña biográfica
Monsieur Job es un grupo musical que combina sonidos bailables, incluyendo música latina, indie, hip-hop, reggae, rock & roll y EDM. Estas influencias se evidencian en su primer álbum, que ellos resumen como un estilo High Energy de baile y fiesta. El álbum fue grabado en Bogotá, en Miami por Basswalk Studios y Outta Limit Sudios, en Barba Studios en Belgrado y masterizado en Sterling Studios en Nueva York.
En sus inicios, Monsieur Job fue el proyecto en solitario de Toby Holguin, quien lanzó Bass Pa$$i. Holguin luego se unió con Leo Jaramillo de Bogotá para formar una banda. La pareja amplió su sonido, agregando sabores de música tropical y latina. Esta agrupación saltó a la escena musical con un sencillo llamado Chow Chow Eyyy Pow Pow en octubre de 2017. La canción estuvo como número 1 en el Euro Indie Music Chart durante 9 semanas consecutivas. En abril de 2018 apareció su álbum debut Bass Pa$$i 1. A fines de 2019 crearon su segundo álbum de larga duración, llamado Zona de Dropeo. 
Monseur Job ha compartido tarima con reconocidos artistas, y ha alcanzado varios logros, como el Billboard Top 200 Best Albums, #2 en el Billboard Latin Rhythm Albums Chart, y en el Billboard Top 10 de Heatseekers Albums Chart por el álbum Bass Pa$$i 1.

## Discografía
- Bass Pa$$i 1 (2018)
- BASS PA$$I 2 (2018)
- Bora Bora Ibiza 2018 (2018)
- Zona de Dropeo (2019)
- Live in Talea (2019)
- W.T.F.! (2021)
- Música Para Mi Madre (2021)